# Sporting Clube de Portugal (pallavolo maschile)
Lo Sporting Clube de Portugal è una società pallavolistica maschile portoghese con sede a Lisbona, appartenente all'omonima polisportiva: milita nel campionato portoghese di Primeira Divisão.

## Rosa 2018-2019
| N° | Nome              | Ruolo | Data di nascita   | Nazionalità sportiva |
| -- | ----------------- | ----- | ----------------- | -------------------- |
| 1  | Leonel Marshall   | S     | 25 settembre 1979 | Cuba                 |
| 2  | Guillermo Hernán  | P     | 25 luglio 1982    | Spagna               |
| 3  | Andre Brown       | C     | 24 agosto 1990    | Canada               |
| 4  | Hugo Ribeiro      | L     | 15 novembre 1977  | Portogallo           |
| 5  | Roberto Reis      | S     | 2 marzo 1980      | Portogallo           |
| 6  | Fabrício da Silva | C     | 24 ottobre 1981   | Brasile              |
| 7  | Ángel Dennis      | O     | 13 giugno 1977    | Italia               |
| 8  | Miguel Maia       | P     | 23 aprile 1971    | Portogallo           |
| 9  | João Simões       | S     | 11 giugno 1986    | Portogallo           |
| 10 | José Monteiro     | P     | 21 ottobre 1991   | Portogallo           |
| 11 | Nikolaj Nikolov   | C     | 29 luglio 1986    | Bulgaria             |
| 13 | Jordan Richards   | S     | 25 settembre 1993 | Australia            |
| 15 | Marko Bojić       | S     | 13 novembre 1988  | Montenegro           |
| 17 | João Fidalgo      | L     | 2 novembre 1986   | Portogallo           |
| 18 | Wallace Martins   | O     | 22 marzo 1983     | Brasile              |
| 19 | Hélio Sanches     | C     | 1º gennaio 1991   | Capo Verde           |

## Palmarès
- Campionato portoghese: 6

1953-54, 1955-56, 1991-92, 1992-93, 1993-94, 2017-18
- Coppa di Portogallo: 4

1990-91, 1992-93, 1994-95, 2020-21
- Supercoppa portoghese: 4

1991, 1992, 1993, 2024
- Coppa Iberica: 1

2024